# Station Mareil-Marly
Station Mareil-Marly is een spoorwegstation aan de Grande ceinture van Parijs. Het ligt in de Franse gemeente Mareil-Marly in het departement Yvelines (Île-de-France).

## Geschiedenis
Het station werd op 12 december 2004 geopend bij de heropening van het reizigersvervoer op de Grande ceinture van Parijs.

## Ligging
Het station ligt op kilometerpunt 16,242 van de Grande ceinture van Parijs.

## Diensten
Het station wordt aangedaan door treinen van Transilien lijn L op de zogeheten Grande ceinture Ouest tussen Saint-Germain-en-Laye-Grande-Ceinture en Noisy-le-Roi.

## Vorig en volgend station
| Richting     | Vorig station                          | Lijn  | Volgend station                             | Richting                                |
| ------------ | -------------------------------------- | ----- | ------------------------------------------- | --------------------------------------- |
| Noisy-le-Roi | Saint-Nom-la-Bretèche - Forêt de Marly | (GCO) | Saint-Germain-en-Laye - Bel Air - Fourqueux | Saint-Germain-en-Laye - Grande-Ceinture |